# Mackaya atroviridis
Mackaya atroviridis är en akantusväxtart som först beskrevs av T. Anders., och fick sitt nu gällande namn av Atulananda Das. Mackaya atroviridis ingår i släktet Mackaya och familjen akantusväxter. Inga underarter finns listade i Catalogue of Life.